# Eysses
Eysses, en latin Excisum, est un ancien village du Lot-et-Garonne, aujourd'hui quartier de Villeneuve-sur-Lot.

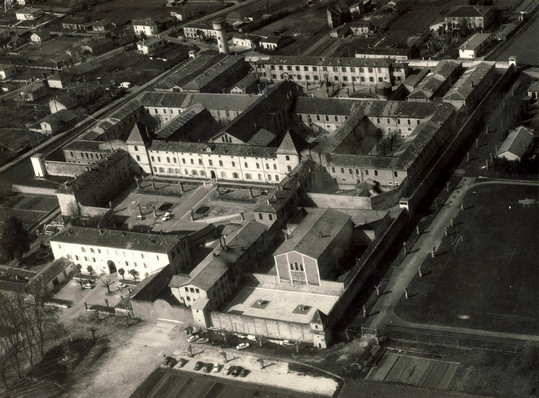
Vue aérienne de l'abbaye devenue prison (photo Ray Delvert, 1960).

L'ancienne abbaye de Bénédictins Saint-Gervais-Saint-Protais fut transformée en 1803 en maison de détention, puis convertie, par décret paru au Journal Officiel, en août 1940, en maison centrale de correction et une circonscription pénitentiaire provisoire. Pendant la Seconde Guerre mondiale, elle a été le théâtre d'un épisode unique de la Résistance : l'insurrection d'Eysses.